# 1 Armia Pancerna (III Rzesza)
1 Armia Pancerna (niem. 1. Panzerarmee, później 1 Grupa Pancerna, Panzergruppe 1) – niemiecka armia pancerna sformowana jako XXII Korpus, znana też pod nazwami Grupa von Kleista i 1 Grupa Pancerna (od 16 listopada 1940), uczestniczyła w agresji na Polskę, Francję i Bałkany oraz w ataku na Związek Radziecki.
Utworzona 26 sierpnia 1939 roku w Lüneburgu jako XXII Korpus Armijny. Dowództwo XXII KA w przededniu agresji na Polskę mieściło się w Żylinie na terenie Republiki Słowackiej, przydzielone do niego zostało Einsatzkommando 4/I pod dowództwem obersturmbannführera SS Karla Brunnera. Korpus atakował oddziały Armii Kraków. Po zamianie składu z XVIII Korpusem przesunął się do środka zgrupowania armijnego i na takiej pozycji znajdował się w czasie przekraczania Sanu w kierunku północno-wschodnim, wkrótce przed opanowaniem 15 września Tomaszowa Lubelskiego. 16 września ruszył w kierunku południowo-wschodnim na Rawę Ruską i Lwów.
W 1940 roku w inwazji na Francję jednostka występowała pod nazwą Grupa von Kleista. Od 16 listopada 1940 roku zwana 1 Grupą Pancerną. Pod Dunkierką dowodzona przez gen. Kleista mogła zniszczyć m.in. Brytyjski Korpus Ekspedycyjny, jednak na rozkaz Hitlera nie wykonała decydującego ataku.
W kwietniu 1941, wraz z 2 Armią gen. Maximiliana von Weichsa i 12 Armią feld. Wilhelma Lista, przeprowadziła inwazję na Jugosławię. 
W 1941 roku 1 Grupa Pancerna brała udział w ataku na Związek Radziecki, prowadząc walki z Armią Czerwoną na terytorium ZSRR do 1944 roku. W dniu ataku, tj. 22 czerwca 1941 wyposażona była w 586 czołgów, 54 samochody pancerne, 18 niszczycieli czołgów i 36 dział pancernych. Działania bojowe rozpoczęła z terytorium okupowanej Polski atakując w kierunku Kijowa, pod koniec 1941 roku dotarła do Rostowa nad Donem. W dniu 25 października 1941 nadano jej nazwę 1 Armia Pancerna. Wiosną 1944 roku w jej skład wchodziło 10 dywizji pancernych, 1 dywizja zmotoryzowana, 11 dywizji piechoty i 1 dywizja artylerii.

## Dowódcy armii
- gen. płk Ewald von Kleist (od 5 października 1941 do 21 listopada 1942)
- gen. płk Eberhard von Mackensen (do października 1943)
- gen. płk Hans-Valentin Hube (od 23 października 1943 do 21 kwietnia 1944)
- gen. Kurt von der Chevallerie (1944)
- gen. płk Gotthard Heinrici (do marca 1945)
- gen. Walther Nehring (do kwietnia 1945)
- gen. Wilhelm Hasse (do zakończenia wojny)[9]

## Struktura organizacyjna
Jednostki armijne: 311 Wyższe Dowództwo Artylerii, 1 Dowództwo Wojsk Zaopatrzenia Armii Pancernej i 1 pułk łączności armii pancernej
Skład 1 września 1939 roku:
- 1 Dywizja Górska
- 2 Dywizja Górska

Skład 3 września 1939 roku:
- 2 Dywizja Pancerna
- 4 Dywizja Lekka
- 3 Dywizja Górska[a]

Skład w marcu 1941 roku:
- XXX Korpus Armijny
- XXXX Korpus Armijny
- XVIII Korpus Armijny

Skład w 22 czerwca 1941 roku:
- 13 Dywizja Pancerna
- 16 Dywizja Zmotoryzowana
- 25 Dywizja Zmotoryzowana
- DZmot. SS LSSAH oraz Włoski Korpus Ekspedycyjny w Rosji[13] (od 14 sierpnia 1941)

Skład w marcu 1944 roku:
- LIX Korpus Armijny
- XXIV Korpus Armijny
- XXXXVI Korpus Armijny
- III Korpus Armijny
- 1 Dywizja Pancerna
- 17 Dywizja Pancerna